# Distretto di Phra Phutthabat
Il distretto di Phra Phutthabat (in thailandese: พระพุทธบาท) è un distretto (amphoe) della Thailandia, situato nella provincia di Saraburi.